# MTV 무비 & TV 어워드
MTV 무비 & TV 어워드(영어: MTV Movie & TV Awards, 이전 이름은 MTV 무비 어워드)는 매년 MTV가 주최하는 영화와 텔레비전 시상식이다. 후보는 MTV의 제작자와 임원에 의해 결정된다. 수상자는 일반 대중이 온라인으로 결정되고, 현재 투표는 Movie & TV Awards 투표 웹 사이트를 통해 MTV의 공식 웹 사이트를 통해 이루어진다. 2017년 5월 7일 MTV 무비 & TV 어워드(MTV Movie & TV Awards)가 처음 열렸고, 그동안 각각 수상자가 결정 된 연기 부문에서는 남성과 여성이 처음으로 경쟁하고 있다. 수상자에게는 뉴욕 영화 비평가상에서 제작한 '황금 팝콘' 동상이 주어진다.

## 시상 부문
- 최고의 영화상 (Best Movie)
- 최고의 쇼상 (Best Show)
- 영화 부문 최고의 연기상 (Best Performance in a Movie)
- 쇼 부문 최고의 연기상 (Best Performance in a Show)
- 최고의 코미디 연기상 (Best Comedic Performance)
- 최고의 공포 연기상 (Best Frightened Performance) [a]
- 최고의 히어로상 (Best Hero)
- 최고의 악당상 (Best Villain) [b]
- 최고의 키스상 (Best Kiss)
- 씬 스틸러상 (Scene Stealer)
- 최고의 다큐멘터리상 (Best Documentary-
- 최고의 리얼리티 경쟁상 (Best Reality Competition)
- 최고의 스크린 팀상 (Best On-Screen Team) [c]
- 최고의 싸움상 (Best Fight)
- 스페셜 상 
  - MTV 업적상 (MTV Lifetime Achievement Award)
  - MTV 제너레이션상 (MTV Generation Award)
  - MTV 실버 버킷 엑설런크상 (MTV Silver Bucket of Excellence)
  - MTV 트래일블레이저상 (MTV Trailblazer Award)
  - 코미디 지니어스상 (Comedic Genius Award)

### 폐지 된 시상 부문
- 최고의 신인 연기상 (Best Breakthrough Performance) [d]
- 가장 성적 매력 있는 남자상 (1992–1996)
- 가장 성적 매력이 있는 여자상 (1992–1996)
- 최고의 액션 장면상 (Best Action Sequence) (1992–2005)
- 최고의 신인 감독상 (Best New Filmmaker) (1992–2002)
- 최고의 댄스 장면상 (Best Dance Sequence) (1995, 1998, 2001, 2004)
- 영화부문 최고의 샌드위치상 (Best Sandwich in a Movie) (1996)
- 최고의 드레서상 (Best Dressed) (2001–2002)
- 최고의 비디오 게임을 원작으로 한 영화상 (2005)
- 거대한 멋진 매력의 스타상 (Biggest Badass Star) (2010–2011)
- 섹시한 연기상 (Sexiest Performance) (2006)
- Best Summer Movie You Haven't Seen Yet (2007)
- Best Summer Movie So Far (2008)
- 좋아하는 캐릭터상 (Favorite Character) (2014)
- 글로벌 스타상 (Global Superstar) (2010)
- 영화부문 최고의 라인상 (Best Line from a Movie) (2011)
- 최고의 웃통 벗은 연기상 (Best Shirtless Performance) (2013–15)
- 최고의 스크린 변신상 (Best On-Screen Transformation) (2013–14)
- WTF Moment (2009–10)
- Best Jaw Dropping Moment (2011) [e]
- 최고의 역겨운 연기상 (Best Gut Wrenching Performance) (2012–15) [f]
- 최고의 사실적인 연기상 (Best Virtual Performance) (2003, 2016)
- 최고의 액션 연기상 (Best Action Performance) (2016)
- 최고의 뮤지컬 장면상 (Best Musical Sequence) (1992-2002, 2005, 2009, 2012, 2014, 2017)
- 앙상블 캐스트상 (Ensemble Cast)
- 아메리칸 스토리상 (American Story)
- 실화 스토리상 (True Story)
- 티어져커상 (Tearjerker)
- 트렌드상 (Trending)

## 참고
1. ↑  이전의 상이름은 (Best Scared-As-Shit Peformance)이다.
2. ↑  일시적으로 2012년 (Best On-Screen Dirt Bag)으로 바뀌었다.
3. ↑  이전 상이름은 (Best On-Screen Duo)이다.
4. ↑  2011년부터 신인 스타상(Breakout Star)으로 상이름이 바뀌었다.
5. ↑  이전 상이름은 (WTF Moment)이다.
6. ↑  이전 상이름은 (Best Jaw Dropping Moment)이다.